# INTERCEPTOR/インターセプター
『INTERCEPTOR/インターセプター』（原題：Interceptor）は、マシュー・ライリーがスチュアート・ビーティーと共同執筆した脚本をもとにして、自ら監督も務めた2022年のアクションドラマ映画。
主演はエルサ・パタキーで、共演はルーク・ブレイシー。
ロシアのタブリンカから盗んだ移動式大陸間弾道ミサイルでアメリカに核攻撃を仕掛けようとするテロリストが、太平洋に位置するミサイル防衛拠点を無力化するために基地を襲撃するも、たまたま赴任したばかりの将校（E・パタキー）が唯一無二の存在となった防衛設備を守るために抵抗することになる。

## キャスト
※括弧内は日本語吹替
- Joanna Julia "J.J." コリンズ大尉 - エルサ・パタキー（松井茜）：ミサイルシステム特技兵
- アレグザンダー・ケッセル - ルーク・ブレイシー（英語版）（田村真）：テロ計画の首謀者
- ビーバー・Baker - Aaron Glenane（烏丸祐一）
- ラウル・シャー伍長 - Mayen Mehta（石狩勇気）：半年前に赴任
- クラーク・マーシャル中佐 - Rhys Muldoon
- Ensign ワシントン少尉 - Belinda Jombwe
- ダイソン大将 - Marcus Johnson（楠大典）
- Frank Collins - コリン・フリールズ（平林剛）
- ウォレス大統領 - ゾーイ・カリディス（英語版）（塩田朋子）
- Fox News Anchor - Janelle McMenamin
- CNN News Anchor - Nick Barker-Pendree
- ゲーム理論の戦略家 - Mark Dessaix：大統領に助言する
- テレビ販売員 - クリス・ヘムズワース（三宅健太）：カメオ出演

### 日本語版
- スタジオ：東北新社
- 翻訳：赤池ひろみ
- 演出：太田敏哉
- 調整：吉本晋
- 日本語字幕：東條加奈子

## 製作

### 企画開発
2017年に本作の脚本執筆に取り掛かったM・ライリーであったが、映画の製作費を1,500万ドル以内に収めたかったため、ストーリー上のアクションは主に1つのセットで行うことにした。S・ビーティーはライリーから脚本のコピーを送られたことで脚本執筆に参加することになったが、送られた当時、脚本を数ページ読んだ後で「彼（S・ビーティー）を呼び出して、『最高に気に入ったよ。で、書き直してもいいかい？』と言ったんだ。そしたら、彼は『ああ、もちろんだ、やってみろ』という感じだった」と述べている。
ビーティーは脚本執筆だけでなくプロデューサーも兼任することになり、製作陣はライリーが監督を務める予定であることを明らかにした。以降、幾度かの製作延期を経験しながらも、ライリー自身は本作の監督としての地位を維持し続けた。

### キャスティング
Netflixが本作の撮影にゴーサインを出し、エルサ・パタキーが主人公のJ・J・コリンズ役で出演する契約を締結した。彼女は、エグゼクティブプロデューサーも務め、クレジットされてはいないがテレビ販売員役でカメオ出演した夫のクリス・ヘムズワースの助けを借りて、毎日最大5時間のトレーニングを行い、役作りの準備を行った。

### 撮影
撮影は、2021年3月29日から33日間にわたり、オーストラリアのニューサウスウェールズ州で行われた。

## 公開
本作は2022年6月3日にNetflixで配信が開始された。 
当初、2021年にオーストラリアで劇場公開する計画が発表されたが、結果的に計画は頓挫した。代わりに、Netflixでの世界配信の前週となる2022年5月26日にオーストラリアで短期間の劇場公開が行われた。

## 評価
レビュー収集サイトであるRotten Tomatoesでは、45人の批評家のレビューの44％が肯定的であり、平均評価は4.70/10であった。同サイトのコンセンサスでは、「『INTERCEPTOR/インターセプター』は、ナンセンスなアクションスリラーを求める視聴者の興味をわずかに惹くかもしれないが、そのような視聴者が以前に見たことがない展開はここにはない」と評価している。Metacriticでは、6人の批評家からのレビューに基づき加重平均スコアで51/100となり、「賛否両論または平均的なレビュー」と評価された。